# Paulianometallyra tanganycae
Paulianometallyra tanganycae là một loài bọ cánh cứng trong họ Cerambycidae.